# 豊臣鶴松
豊臣 鶴松（とよとみ つるまつ）は、安土桃山時代の人物で、豊臣秀吉の側室・淀殿が生んだ長子。鶴松の名で知られているが、幼名は棄（すて）で、武運長久を祈るために、八幡太郎とも呼ばれた。

## 生涯

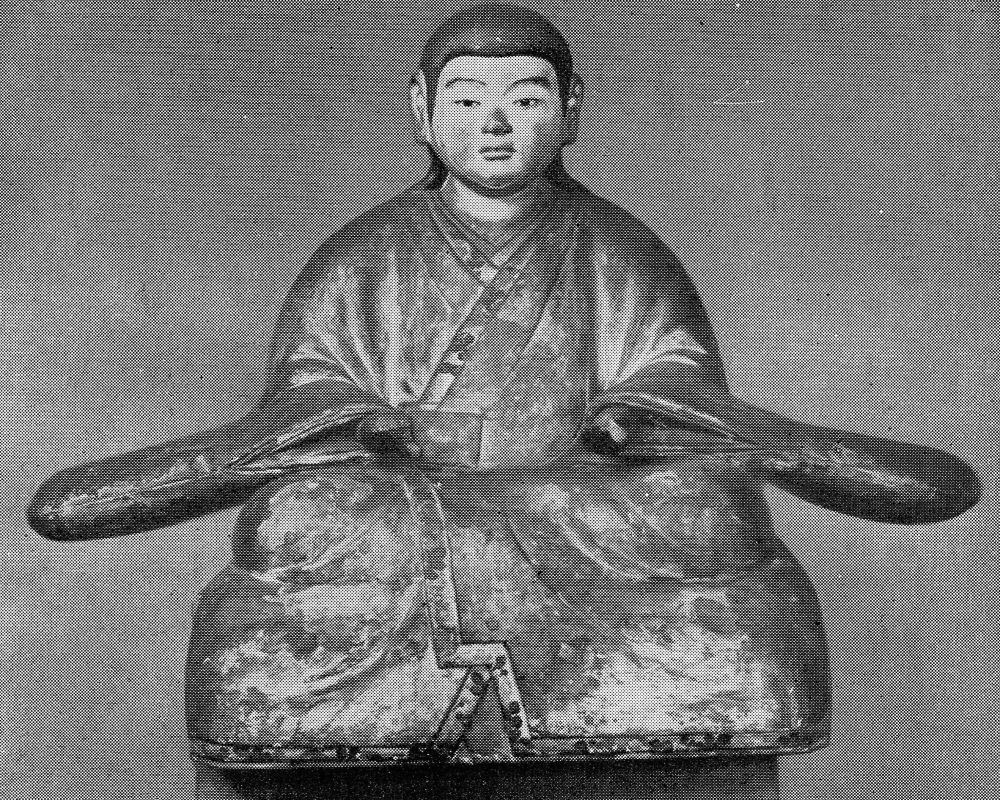
木造豊臣棄丸坐像（重要文化財、隣華院蔵）

天正17年（1589年）5月27日、豊臣秀吉の嫡男として山城淀城（現在の京都府京都市伏見区納所北城堀）で誕生した。このとき秀吉は53歳で、当時としては高齢だったが、待望の我が子の出生を喜び、長寿を祈って「棄」と名付けた。これは棄て児はよく育つという民間の信仰に従ったものである。
後に「鶴松」と改名したとされるが、時期や経緯は厳密には不明で、鶴松の名で記した古文書は実名敬避の習慣もあって極めて少なく、当時は棄君や単に若君などと呼ばれていた。鶴松の傅役には、老臣の石川光重（豊前守）が任じられた。
生後30日の祝には、禁中より産衣など祝儀の品々を賜り、公家や家臣、町人に至るまで、様々な祝賀・進物を受けた。蒲生氏郷は祖先の俵藤太（藤原秀郷）が大百足退治に使ったと言い伝えられていた矢の根（＝鏃）を刀に仕立て直して贈ったと言う。
生後4か月の9月13日、早くも秀吉は鶴松を後継者としようと期待し、淀殿と共に大坂城に迎え入れた。出立に際して後陽成天皇が祝賀として太刀を贈り、公家や群臣も再び祝賀の品々を贈ったが、鶴松は輿に乗せられ、絢爛豪華な大行列を従えて淀城から大坂城へと行進して入城した。
天正18年（1590年）の年賀を大坂城で迎えた鶴松は、2月13日に再び京の都に戻り、聚楽第に入った。秀吉が小田原征伐に出征していた間は大坂城に戻り、その後は淀城にいたが、7月27日頃から病気になった。多聞院日記によれば興福寺に供物が贈られ奈良春日神社では祈祷が行われたと言い、しばらくして全快した。
秀吉は9月20日に遠征より凱旋して聚楽第に戻った。11月7日、朝鮮使節（黄允吉・金誠一ら）との謁見に際して、秀吉は中座して鶴松を伴って現れ、鶴松が使者の前で小便を漏らして秀吉を笑わせ、使節を憤慨させるという出来事があった。その後も多忙からか、あまり淀城には立ち寄ることはできなかったとみられ、秀吉は頻繁に書状を交わして鶴松の消息を問い、病弱な我が子を常に気にかけていた。
天正19年（1591年）閏1月3日に鶴松は病を発した。秀吉は全国の神社仏閣に病気平癒の祈祷を命じ、再び春日神社に300石の寄進がされて祈祷が行われ、しばらくして鶴松は回復した。

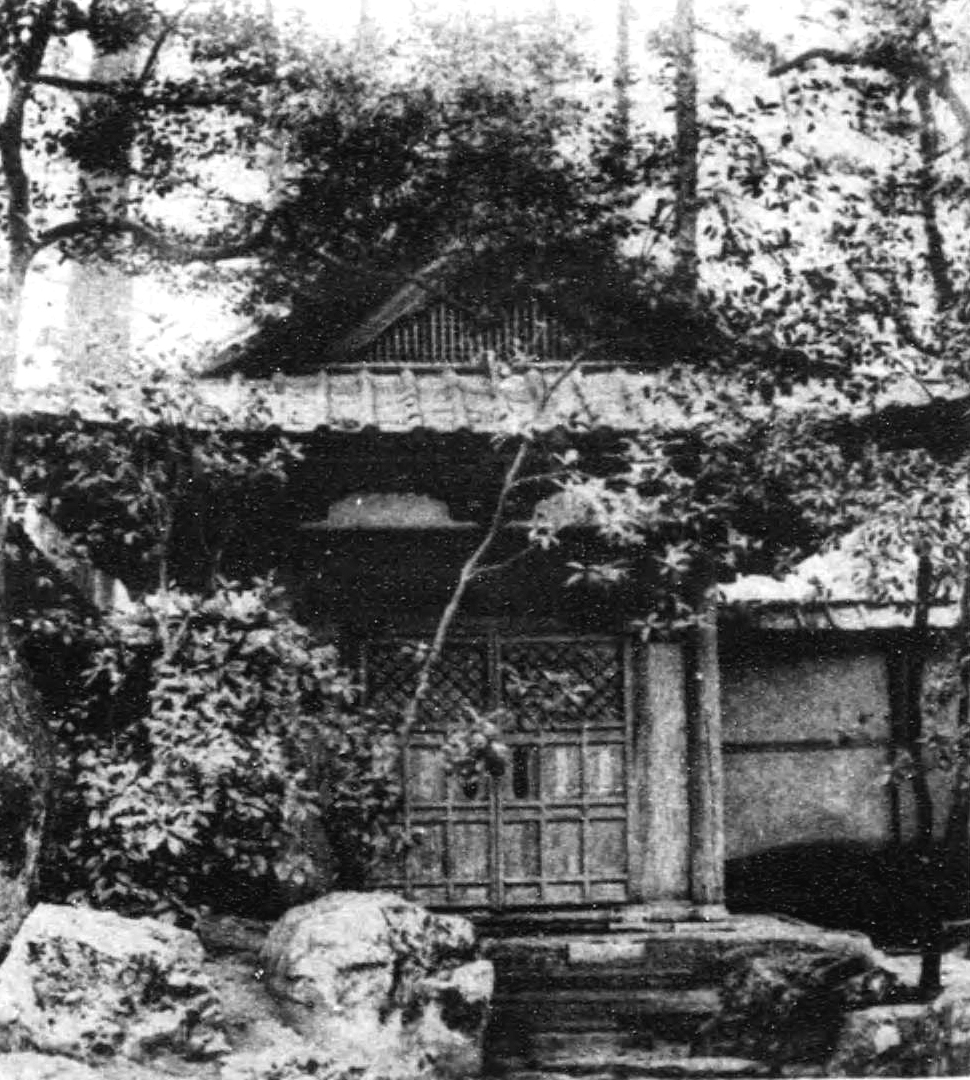
祥雲院霊廟（妙心寺内玉鳳院傍）

しかし8月2日、また鶴松は病に罹った。再び全国の神社仏閣に病気平癒の祈祷が命じられ、春日神社には平癒した前回の祈祷の残り700石の寄進と、天正16年に大政所が病気になった際の祈祷の残り7千石、さらに新たに1,000石の奉加を約束して祈祷させた。その他、様々な神仏にすがり、家臣や領民に至るまで祈祷させた。秀吉は天下の名医を集めた。
秀吉本人も東福寺（東山区）で祈っていたが、その甲斐なく3日後の8月5日に、鶴松は淀城（伏見区）で数え3つで死去した。その遺骸は東福寺に運ばれた。秀吉の落胆は大きく、6日、東福寺で髻（もとどり）を切って喪に服した。徳川家康や毛利輝元ら諸大名や近習もこれに尽く従って剃髪し、髪の毛の束が塚になったという。傅役・石川光重は妙心寺58世南化玄興に心服していたので、同寺で葬儀を行うように進言し、妙心寺で葬儀があってこの寺に葬られることになった。鶴松の法名は、祥雲院殿玉厳麟公神童。7日、秀吉は清水寺で気持ちを鎮め、9日からは有馬温泉に湯治に向かったが、悲嘆に打ちひしがれていた。
その後、秀吉は方広寺大仏（京の大仏）の隣に鶴松の菩提寺として祥雲寺（臨済宗）を建立することを決め、南化玄興を開山として迎え入れ、棄丸人形像（豊臣鶴松像）を祀らせた。同寺は文禄2年（1593年）に竣工した。慶長元年（1596年）、祥雲寺には300石の寺領が寄進された。またこの時、蒲生氏郷が贈った鏃剣、小鎧、木船玩具など、鶴松の遺物の数々も妙心寺に寄贈されたが、これは現在も同寺内の隣華院に保存されている。

豊臣氏滅亡後、徳川家康より祥雲寺の敷地はかつて秀吉と対立した根来寺の僧玄宥に与えられ、智積院（真言宗智山派）となって吸収され廃寺となったが、妙心寺の鶴松霊廟（祥雲院霊廟）は現在も玉鳳院の傍らにある。棄丸人形像は南化玄興ゆかりの妙心寺塔頭隣華院へ移され供養が続けられた。